# Supernasen
Die Supernasen-Filme sind eine vierteilige Reihe aus den 1980er Jahren mit Thomas Gottschalk und Mike Krüger in den Hauptrollen. Der Titel ist eine Anspielung auf die markanten Nasen der beiden deutschen Entertainer.

## Filme
- 1982: Piratensender Powerplay
- 1983: Die Supernasen
- 1984: Zwei Nasen tanken Super
- 1985: Die Einsteiger